# Carios erraticus
Carios erraticus är en fästingart som beskrevs av Lucas 1849. Carios erraticus ingår i släktet Carios och familjen mjuka fästingar. Inga underarter finns listade.